# Ларионов, Владимир Андреевич
Владимир Андреевич Ларионов (1913, Гатчина — 5 февраля 1987, Ленинград) — советский актёр театра, мастер художественного слова, педагог, народный артист РСФСР.

## Биография
Владимир Андреевич Ларионов родился в 1913 году в Гатчине.
В 1937 году окончил актёрский факультет Ленинградского государственного института театра, музыки и кинематографии.
В 1944—1948 годах играл в Ленинградском государственном театре драмы имени Пушкина. Художественным словом начал заниматься во время войны на Дальнем Востоке. Первые программы были созданы по рассказам А. Грина и поману «Овод» Э. Войнич.
С 1944 года работал с режиссёром Ленинградской филармонии Е. Смирновой, которая ставила все его программы. В 1948 году перешёл на эстраду. В его репертуаре были поэзия и проза многих времён и народов. Впервые вывел на эстраду произведения М. Ломоносова, А. Радищева, Данте Алигьери, Ш. Перро. Выступал с вечерами одного поэта (Пушкин, Блок), антологиями русской или зарубежной поэзии, вечерами рассказа (Бунин, Мопассан, Хемингуэй, Андерсен), делал композиции по отдельным произведениям.
С 1970 года преподавал в Студии молодого чтеца при Ленинградском отделении Всесоюзного театрального общества.
Умер 5 февраля 1987 года в Ленинграде, похоронен на кладбище в Комарово.

### Семья
- Тётя — Анна Николаевна Ларионова-Никитина, первая в России женщина — зубной врач, была личным зубным врачом Николая II. Воспитала В. А. Ларионова после ранней смерти его матери[1].
- Жена — архитектор Галина Леоновна Ашропян.
- Сын — живописец Андрей Владимирович Ларионов (1948—1991), художник по росписи фарфора. В 1980-е годы был главным художником Ленинградского фарфорового завода[2].

## Фильмография
- 1957 — Балтийская слава — Генрих Прусский, принц, командующий германскими морскими силами на Балтике

## Награды и премии
- Заслуженный артист РСФСР (1957).
- Народный артист РСФСР (1973).
- Лауреат Всесоюзного конкурса чтецов, посвящённого 150-летию со дня рождения А.Пушкина (1949).